# Risaie a terrazzamenti delle cordigliere delle Filippine

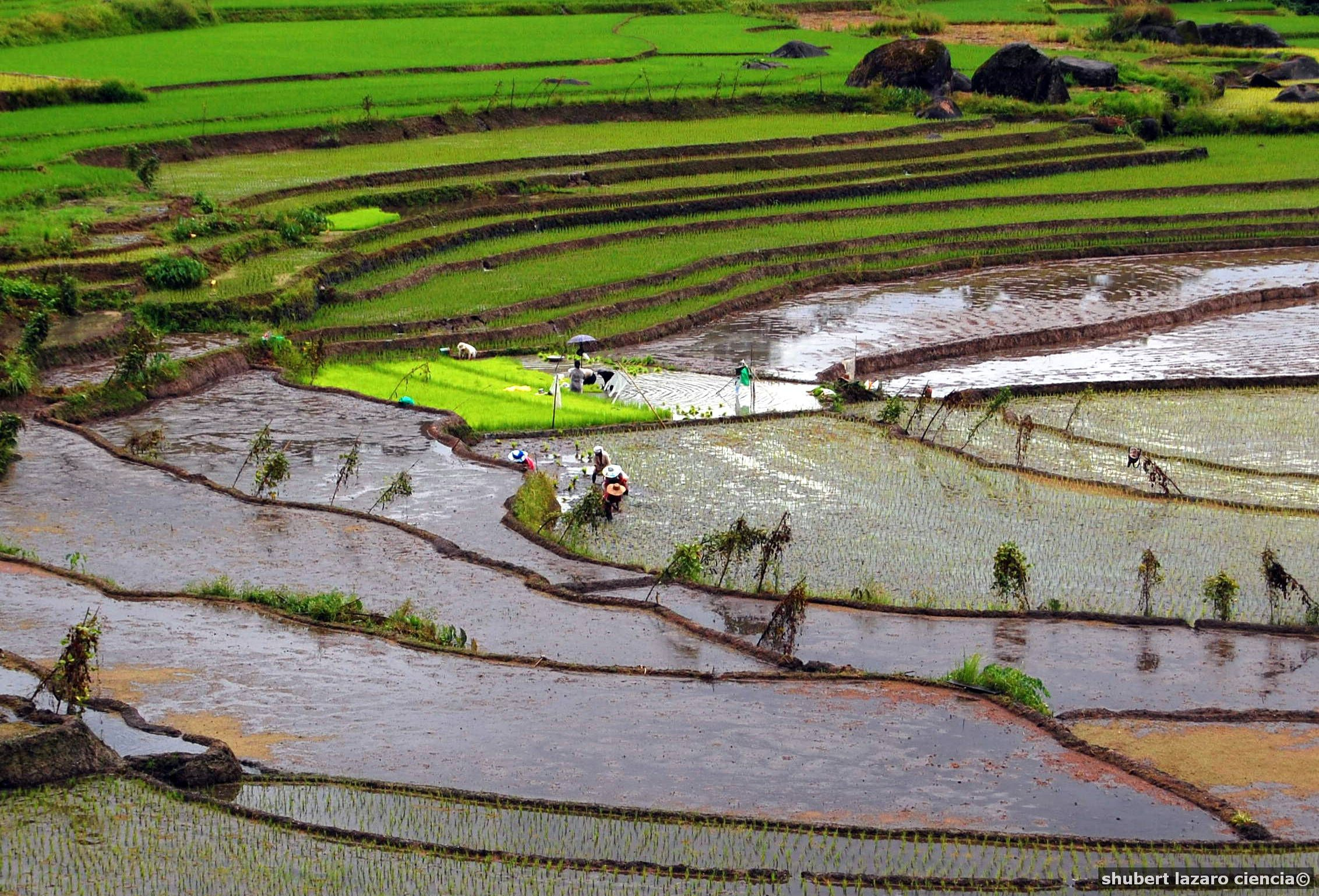
Terrazzamenti di riso di Nagacadan

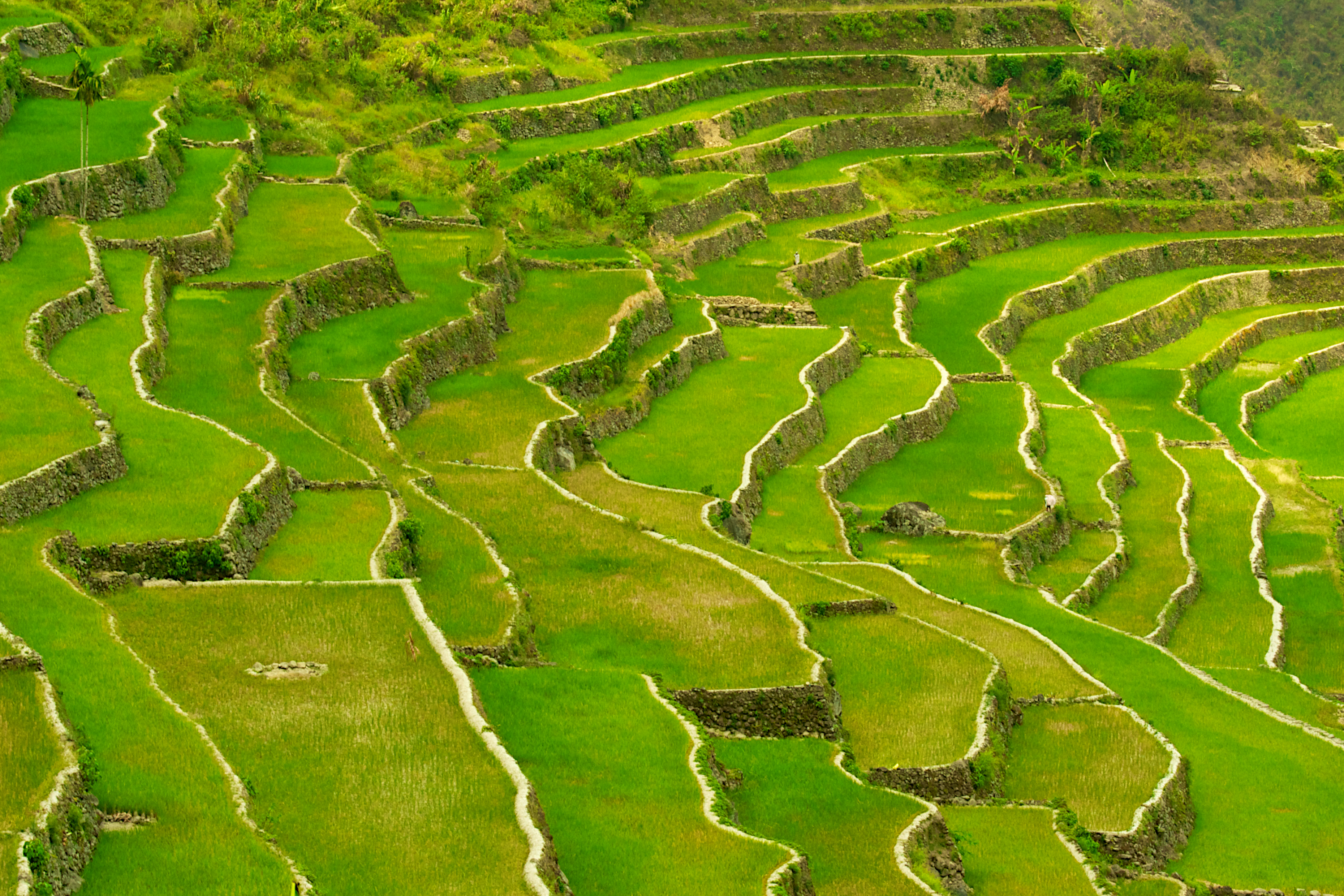
Vista ravvicinata dei terrazzamenti di riso di Batad

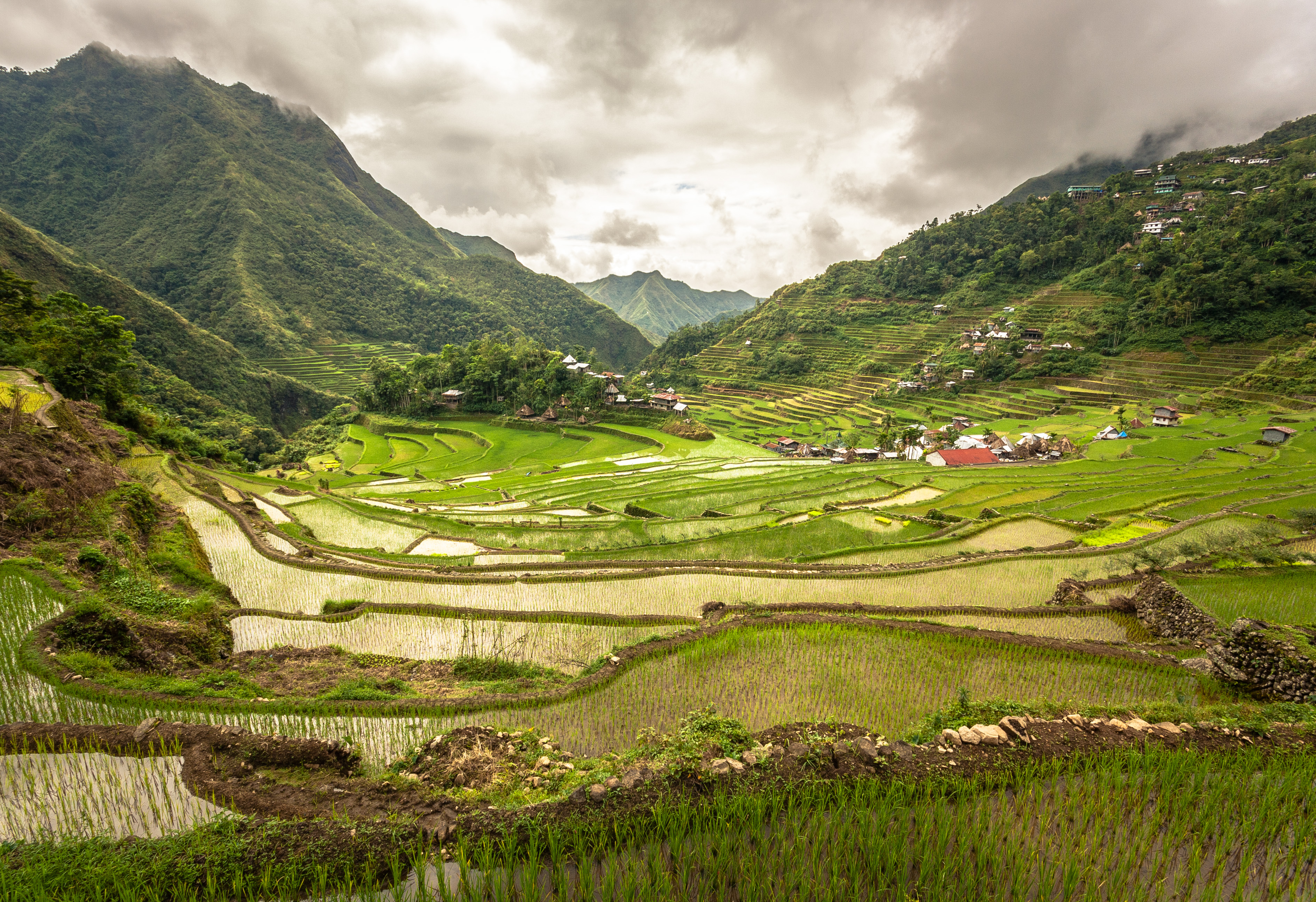
Vista sui terrazzamenti di riso

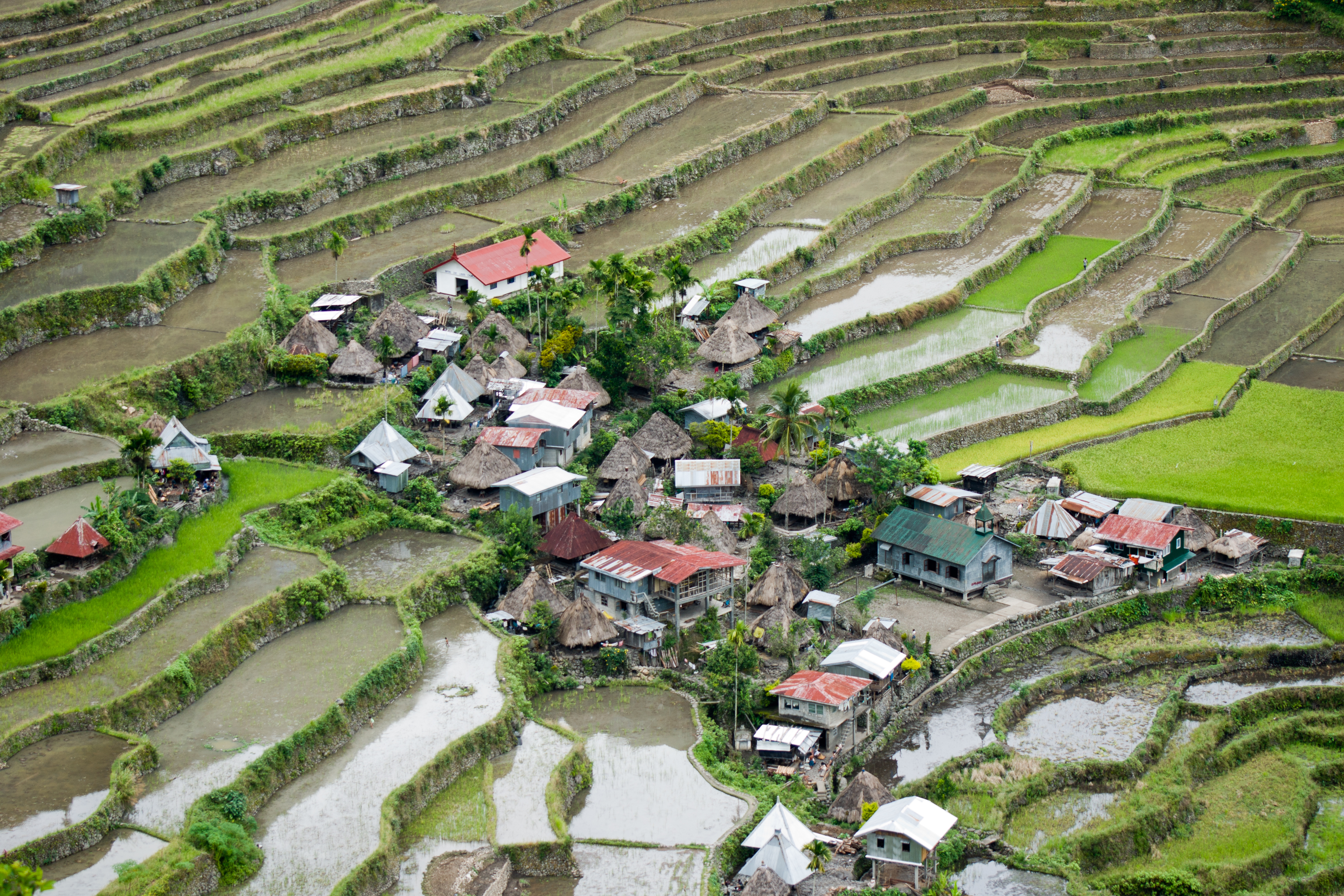
Un villaggio nelle risaie a terrazza di Batad

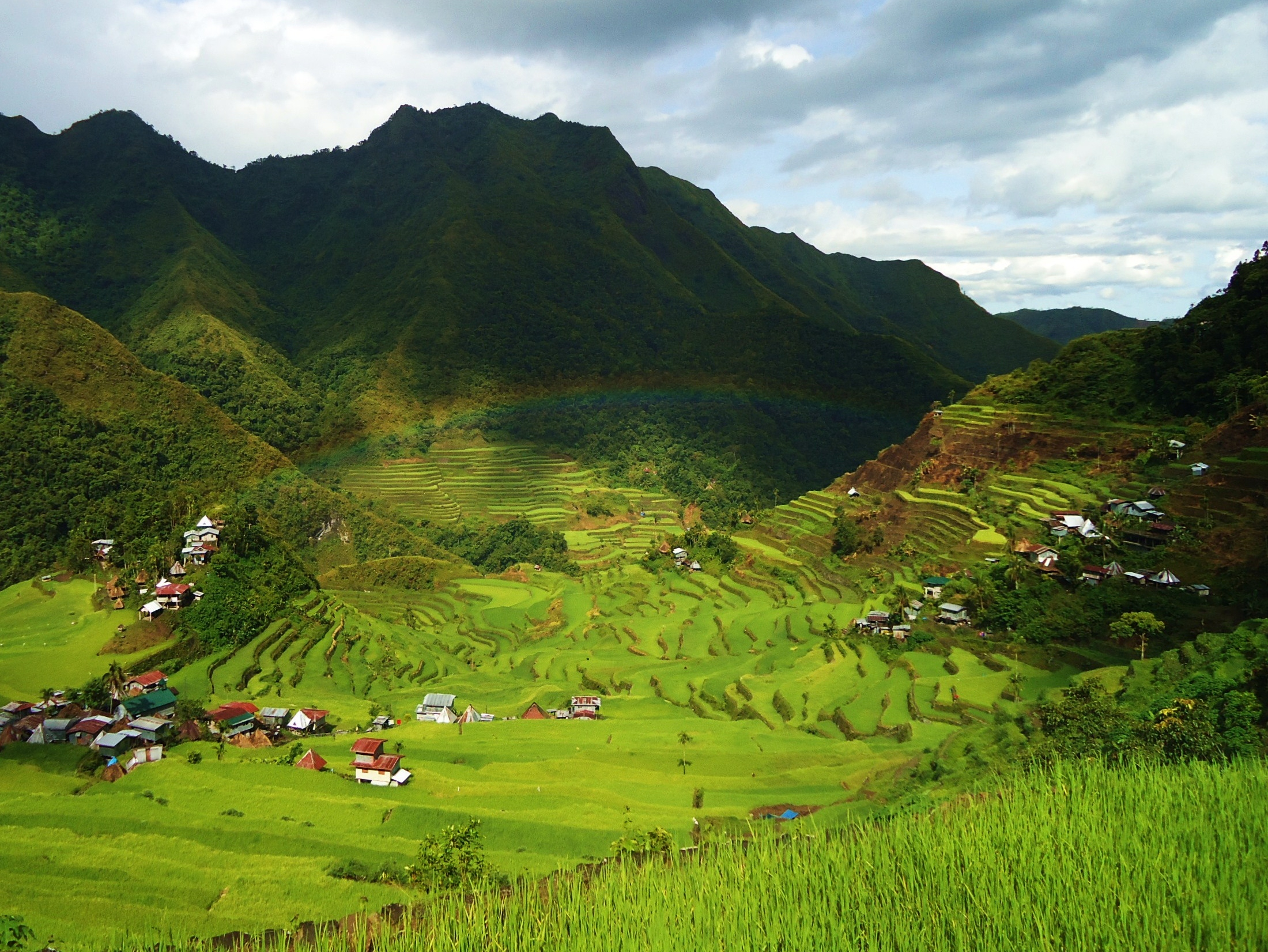
Terrazzamenti di riso di Batad

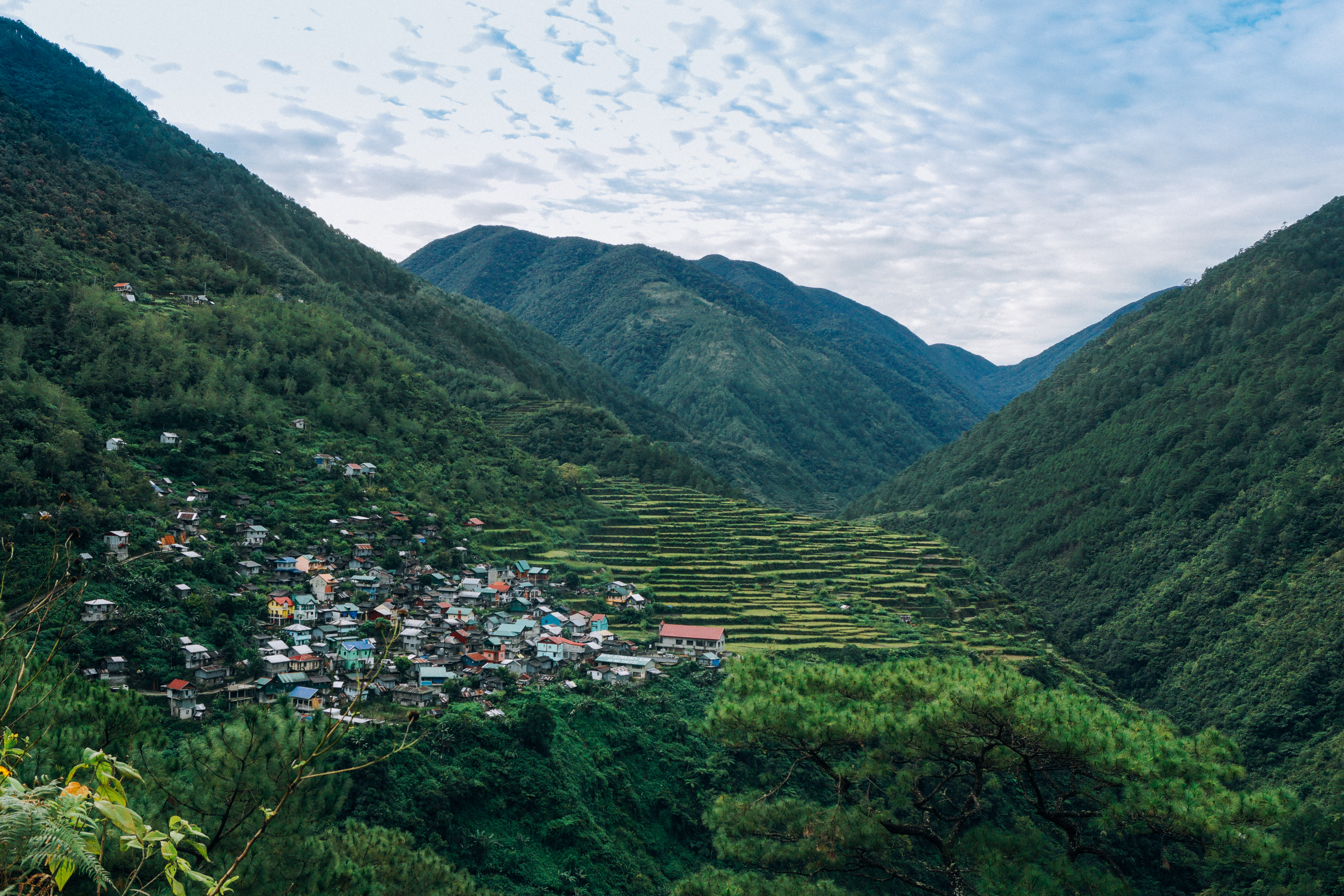
Bayyo Village con i suoi terrazzamenti di riso

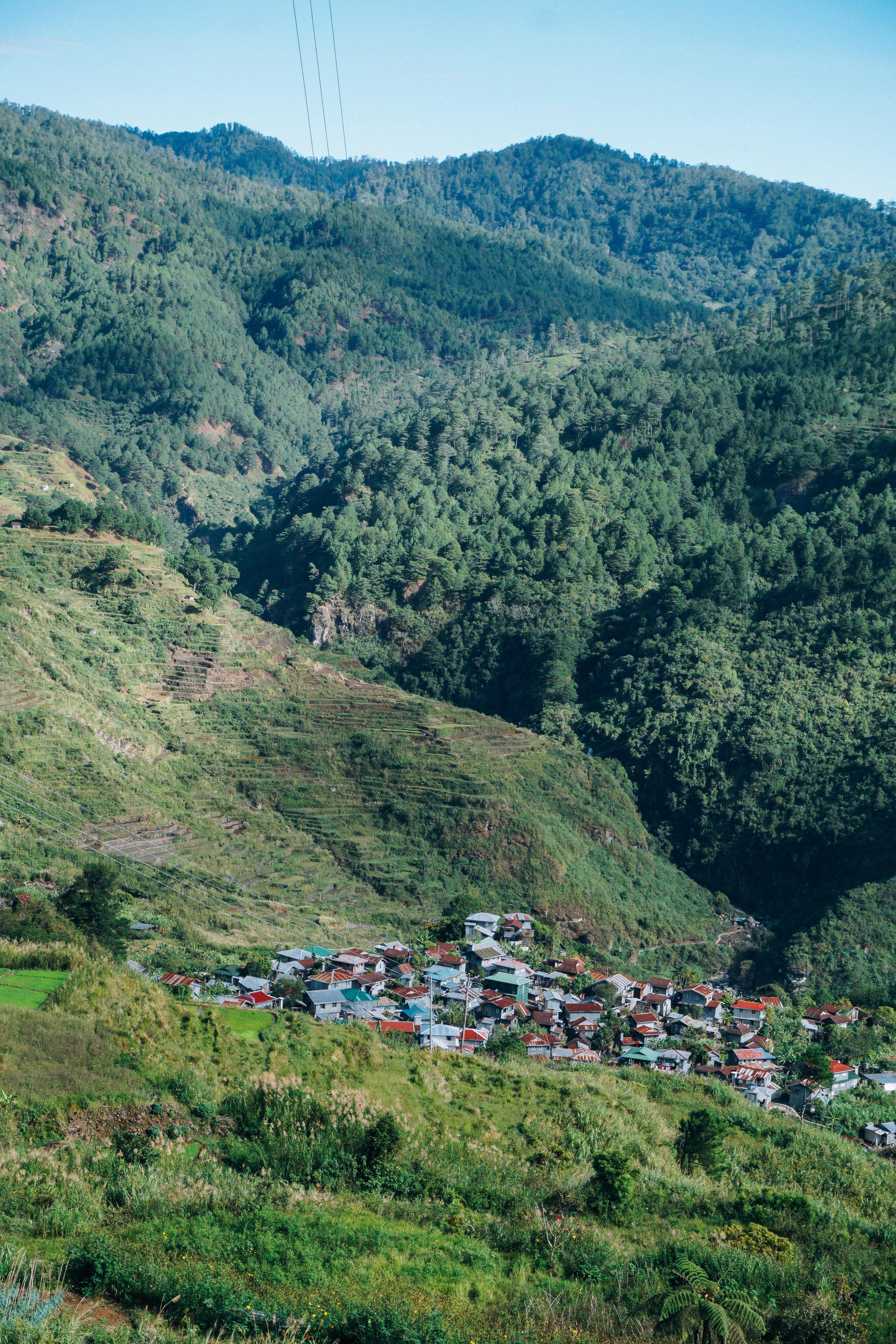
Scenario di Fidelisan durante il trekking

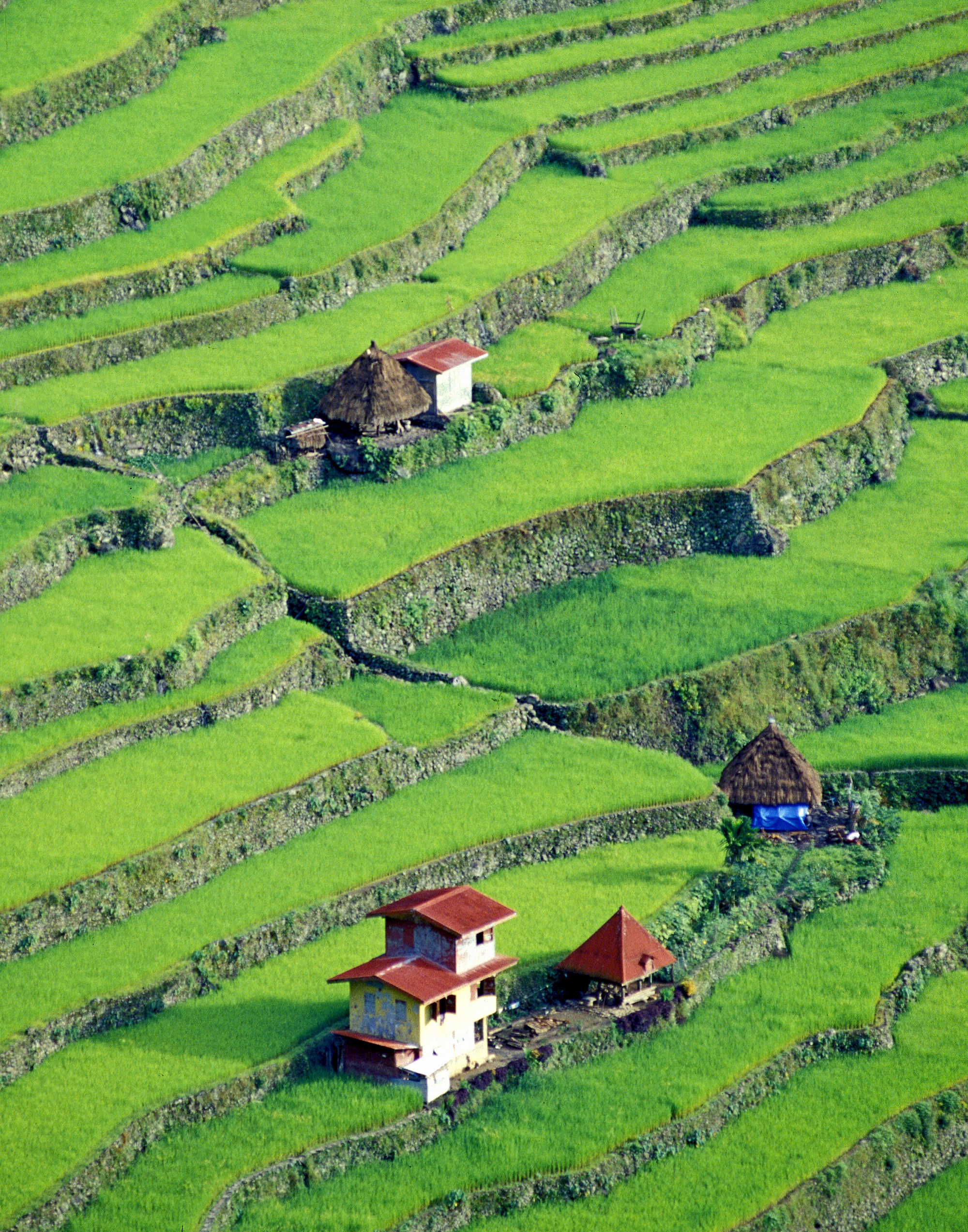
Banaue, terrazzamenti di riso di Batad, cira 2000

Risaie a terrazzamenti delle cordigliere delle Filippine sono un sito del patrimonio dell'umanità costituito da un complesso di terrazzamenti di riso sull'isola di Luzon nelle Filippine. Sono stati iscritti nella lista dell'UNESCO nel 1995, il primo sito in assoluto ad essere incluso nella categoria del paesaggio culturale. Questa iscrizione riguarda cinque siti: i terrazzamenti di riso di Batad, di Bangaan (entrambi a Banaue), di Mayoyao (a Mayoyao), di Hungduan (a Hungduan) e di Nagacadan (a Kiangan), tutti nella provincia di Ifugao. I terrazzamenti di riso di Ifugao raggiungono un'altitudine maggiore e sono stati costruiti su pendii più ripidi rispetto a molti altri delle Filippine. Il complesso Ifugao è costituito da muri in pietra o fango utilizzando l'attento intaglio dei contorni naturali di colline e montagne per creare campi terrazzati, insieme allo sviluppo di intricati sistemi di irrigazione, alla raccolta dell'acqua dalle foreste delle cime delle montagne e a un elaborato sistema agricolo.
I terrazzamenti di Ifugao illustrano la straordinaria capacità della cultura umana di adattarsi alle nuove pressioni sociali e climatiche, nonché di implementare e sviluppare nuove idee e tecnologie. Sebbene sia elencato dall'UNESCO come sito del patrimonio mondiale ritenuto più vecchio di 2000 anni, studi recenti del Progetto archeologico Ifugao. riferiscono che furono effettivamente costruiti su contatto spagnolo circa 400 anni fa.
La manutenzione delle risaie riflette un approccio principalmente cooperativo dell'intera comunità che si basa sulla conoscenza dettagliata della ricca diversità di risorse biologiche esistenti nell'agro-ecosistema Ifugao, un sistema annuale finemente sintonizzato che rispetta i cicli lunari, la zonizzazione e la pianificazione, un'ampia conservazione del suolo e padronanza di un complesso regime di disinfestazione basato sulla lavorazione di una varietà di erbe, accompagnato da rituali religiosi.

## Descrizione storica
I terrazzamenti di riso delle cordigliere sono uno dei pochi monumenti nelle Filippine che non mostrano alcuna prova di essere stati influenzati dalle culture coloniali. A causa del terreno difficile, le tribù della cordigliera sono tra i pochi popoli delle Filippine che hanno resistito con successo a qualsiasi dominazione straniera e hanno conservato la loro autentica cultura tribale. La storia dei terrazzamenti si intreccia con quella della gente, della cultura e delle pratiche tradizionali.
A parte le fortezze in pietra idjang dell'Ivatan dei Batanes, i terrazzamenti, che si estendono su cinque province odierne, sono l'unica altra forma di costruzione in pietra sopravvissuta del periodo precoloniale. Le sole Filippine, tra le culture del sud-est asiatico, sono in gran parte basate sul legno: a differenza della Cambogia, dell'Indonesia o della Thailandia, ad esempio, nelle Filippine sia gli edifici domestici che le strutture rituali, come templi e santuari, sono stati tutti costruiti in legno, una tradizione che è sopravvissuta nelle frazioni terrazzate.
Si ritiene che i terrazzamenti siano iniziati nelle cordigliere meno di mille anni fa come coltivazione del taro. È la prova di un alto livello di conoscenza dell'ingegneria strutturale e idraulica da parte dei costruttori di Ifugao. Le conoscenze e le pratiche, supportate da rituali, coinvolte nella manutenzione dei terrazzamenti vengono trasmesse oralmente di generazione in generazione, senza testimonianze scritte. Il taro fu successivamente sostituito dal riso intorno al 1600, che è oggi la coltura predominante.

## Datazione delle tecniche
Al fine di comprendere la preistoria filippina e i modelli del sud-est asiatico, è fondamentale che gli antropologi e gli studiosi del sud-est asiatico datino i terrazzamenti. È notoriamente difficile datarli, tuttavia, è molto significativo conoscerne la storia. Un metodo importante è l'uso del modello bayesiano, che ha applicato date al radiocarbonio per datare le risaie a più livelli nelle Filippine settentrionali. Gli archeologi sostengono che queste terrazze furono costruite durante il XVI secolo da individui che stavano migrando nell'entroterra e nell'altopiano per sfuggire agli spagnoli. Attraverso la modifica, le tecniche di datazione relativa sono state recentemente sviluppate per essere metodi di datazione radiometrica, che è diventata facilmente accessibile. A causa del ricorso alla "sovrapposizione stratigrafica" e alla datazione al carbonio-14, è venuta a cadere l'interpretazione arbitraria. Le informazioni calibrate che sono state raccolte attraverso i risultati di laboratorio potrebbero non trovare accordo con le indagini archeologiche. La modellazione bayesiana è utile quando si datano i terrazzamenti di riso perché è essenziale conoscere gli strati e le miscele caotiche dei materiali. Uno dei motivi per cui la modellazione bayesiana è vantaggiosa ed è un approccio potente, è perché ha la capacità di ripristinare una varietà di informazioni cronologiche. Secondo Stephen Acabado, "L'approccio bayesiano inizia con ciò che è noto sull'ordine di deposizione relativo dei due strati e quindi modifica questa conoscenza alla luce delle informazioni sulla datazione del XIV secolo". Sebbene il carbonio-14 sia un metodo di datazione utilizzato frequentemente dagli archeologi, ha fornito un periodo approssimativo di quando furono costruite e utilizzate le pareti dei terrazzamenti.

## Tesori culturali nazionali
I cinque gruppi iscritti come parte dei terrazzamenti di riso delle cordigliere filippine sono Batad, Bangaan, Hungduan, Mayoyao Central e Nagacadan. Batad e Bangaan sono sotto la giurisdizione del comune di Banaue ma non sono denominati terrazzamenti di riso Banaue.
I terrazzamenti di Banaue si riferiscono al gruppo vicino alla città di Banaue. Contrariamente alla credenza popolare, questi terrazzamenti non fanno parte del patrimonio dell'umanità dell'UNESCO. Non sono stati inclusi a causa della presenza di numerose strutture moderne. Essi sono tuttavia un tesoro culturale nazionale sotto quelli di Ifugao, insieme agli altri gruppi.

### Terrazzamenti di riso della Cordillera ufficialmente nella lista del patrimonio dell'umanità
- Terrazzamenti di riso di Batad (a Banaue, Ifugao)
- Terrazzamenti di riso di Bangaan (a Banaue, Ifugao)
- Terrazzamenti di riso di Mayoyao (a Mayoyao, Ifugao)
- Terrazzamenti di riso di Hungduan (a Hungduan, Ifugao)
- Terrazzamenti di riso di Nagacadan (a Kiangan, Ifugao)

### Un sito designato del patrimonio agricolo di importanza mondiale
Tutti situati nella regione di Ifugao, i terrazzamenti di riso sono anche uno dei siti del patrimonio agricolo di importanza mondiale o GIAHS. Sono supportati dalla gestione della conoscenza indigena di muyong, una foresta privata che copre ogni gruppo di terrazzamenti. Il muyong è gestito attraverso uno sforzo collettivo e secondo le pratiche tribali tradizionali. L'area forestale gestita in comune in cima ai terrazzamenti contiene circa 264 specie vegetali autoctone, per lo più endemiche della regione. I terrazzamenti formano agglomerati unici di microbacini e fanno parte dell'intera ecologia montana. Servono come sistema di filtrazione dell'acqua piovana e sono saturati con acqua di irrigazione tutto l'anno. Una tecnologia del bioritmo, in cui le attività culturali sono armonizzate con il ritmo della gestione del clima e dell'idrologia, ha consentito agli agricoltori di coltivare riso a oltre 1.000 metri sul livello del mare.

### L'epica Ifugao Hudhud
A parte i terrazzamenti di riso delle cordigliere filippine, l'UNESCO ha iscritto i canti Hudhud dell'Ifugao, un altro tesoro culturale nazionale, nell'elenco rappresentativo del patrimonio culturale immateriale dell'umanità nel 2008 (proclamato originariamente nel 2001). L'Hudhud consiste in canti narrativi eseguiti principalmente dalle donne Ifugao più anziane, di solito durante la stagione della semina del riso, al momento del raccolto e alle veglie funebri e ai rituali.

## Conservazione
I terrazzamenti di riso delle Cordigliere filippine sono stati nominati patrimonio dell'umanità dall'UNESCO nel 1995. Nel 2000, il sito è stato iscritto come uno dei siti culturali più a rischio al mondo dal World Monuments Fund, ma è stato rimosso nel 2001.
I terrazzamenti sono stati iscritti anche nell'elenco del patrimonio mondiale in pericolo nel 2001 poiché i pericoli della deforestazione e del cambiamento climatico minacciano di distruggerli. Un altro fattore è la globalizzazione. Visto che le giovani generazioni degli Ifugao hanno recentemente avuto l'opportunità di accedere ai media e all'istruzione, la maggior parte dei giovani ha scelto di andare a lavorare nella capitale invece di continuare la tradizione agricola. Le Filippine hanno cercato di aumentare il sostegno e la cooperazione nazionali e internazionali nella conservazione del sito del patrimonio. Il critico W.S. Logan ha descritto la fuga della gente del posto come un esempio di designazioni del patrimonio create da burocrati e responsabili politici piuttosto che dalle comunità locali.
I terrazzamenti sono stati elencati come uno dei monumenti più a rischio al mondo dal World Monuments Fund nel World Monuments Watch del 2010, insieme alla Chiesa di Santa Maria e alla Chiesa di San Sebastiano. Tutti i siti sono stati cancellati dall'elenco nel 2011 dopo l'approvazione della legge sui beni culturali nazionali.
Nel 2012, l'UNESCO ha rimosso i terrazzamenti dall'elenco dei siti in pericolo in riconoscimento del successo delle Filippine nel migliorarne la conservazione.